# Костурска художествена школа
Костурската художествена школа (на гръцки: Καλλιτεχνική σχολή της Καστοριάς) е художествена школа, която възниква и се развива в македонския град Костур (Кастория). Костурските зографи действат в Костурско, Сервийско, Гревенско, Корчанско и други.
Стилистичното сходство на фреските от XI век на костурските църкви „Свети Архангели Митрополитски“ и „Свети Стефан“ показва връзката на града с други центрове на изкуството, като Кападокия и разбира се Константинопол. Повечето от стенописите от XII век се характеризират с изразителността на хората, величието и динамични форми. В същия XII век в Костур процъфтява училище по стенопис и иконопис, като много от творбите в костурските църкви показват влияния, получени от големите центрове на изкуството от онова време. „Свети Архангели Митрополитски“ и „Свети Стефан“ са двете църкви в Костур, които са запазили в значителна степен стенописите си от XIII век, като например фреските на Ирина Комнина, Михаил II Асен и Богородица.
През първата половина на XIV век, последователни военни кампании допринасят за спада на художествения живот на града. През втората половина на века има нов период на просперитет, по време на който се провежда всеобхватна програма на изработка на стенописи, изписани вероятно от местните работилници или от артисти, родом от Костур. Интелектуалният и артистичният живот на града продължава своя просперитет в XV век. Стилът на творбите от този период се отличава с отклонение от класическите елементи и въвеждане на иновативни артистични тенденции от Запада.
Особеностите на Костурската художествена школа са художественият език с неговите отделни портрети, живописните теми, базирани на самостоятелен подход на разработване, специфичен модел с акцент върху православните художествени норми и други.
Костурската художествена школа между 1480 и началото на XVI век комбинира местната дебърска Палеологова традиция с Готическия стил.
През 80-те и 90-те години на XV век водещото ателие на Костурската художествена школа работи изключително интензивно (главно в продължение на около 4 години през 80-те години на века) и става основа за развитието на различни зографски тайфи, работили в различни части на Балканския полуостров до към края на 30-те години на XVI век. Произведения на това ателие са стенописите в „Свети Николай Евпраксиин“ в Костур (1485/1486), в католикона на манастира „Преображение Господне“, Метеора (1483), част от живописта в католикона „Успение Богородично“ на манастира Трескавец (1483/1484) и в „Свети Никита“ при скопското село Чучер (1483/1484), както и фрагментите в църквата „Св. св. Петър и Павел“ в Либаново (1485) и тези от разрушената църква „Свети Спиридон“ в Костур (края на XV век).